# Tianjin (astronomie chinoise)
Pour les articles homonymes, voir Tianjin (homonymie).
Tianjin est un astérisme de l'astronomie chinoise. Il est décrit dans le traité astronomique du Shi Shi, qui décrit les astérismes composés des étoiles les plus brillantes du ciel. Il se compose de neuf étoiles, situées au sein de la constellation occidentale du Cygne.

## Composition de l'astérisme
La localisation et la forme de Tianjin est relativement aisée à déterminer : elle correspond essentiellement à la partie arrière de la constellation occidentale du Cygne située sur la bande de la Voie lactée (c'est-à-dire la partie comprennent la queue et les ailes de l'animal à l'exception de l'extrémité de l'aile gauche, située en dehors de la bande de la Voie lactée). Toutes les étoiles brillantes de cette région du ciel font partie de l'astérisme, auxquelles s'ajoutent quelques autres, afin de former un polygone relativement rectiligne et allongé. Celui-ci comprend vraisemblablement, dans le sens des aiguilles d'une montre :
- α Cygni (Deneb, magnitude apparente 1,2)
- ο Cygni (3,8)
- δ Cygni (2,9)
- γ Cygni (Sadr, 2,2)
- ε Cygni (Gienah, 2,5)
- ζ Cygni (3,2)
- υ Cygni (4,4)
- τ Cygni (3,7)
- ν Cygni (3,9)

Quelques incertitudes existent relativement à la composition du côté méridional (υ, τ, ν notamment), mais peuvent être partiellement levées en tenant compte de la composition probable d'astérismes voisins. Par exemple, la présence de τ Cygni au détriment de σ Cygni est motivée par le fait que cette dernière fait probablement partie de l'astérisme voisin Chefu.

## Symbolique
Tianjin représente un gué, permettant de traverser la bande laiteuse de la Voie lactée, qui en astronomie chinoise symbolise un fleuve céleste, appelé Tianhe. La position de ce gué n'est pas due au hasard : dans cette région de la constellation du Cygne, le nombre d'étoiles brillantes est relativement faible, et la zone située à l'intérieur du polygone de l'astérisme est effectivement suffisamment sombre pour évoquer une « structure » jetée par-dessus les flots du fleuve céleste.

## Astérismes associés
Il existe le long de la Voie lactée divers astérismes explicitement associés au fleuve céleste qu'elle représente, ceux-ci étant fort éloignés de Tianjin. Parmi ceux-ci se trouvent plusieurs animaux, Tengshe, un serpent aquatique (constellation du Lézard), Bie et Gui, des tortues (constellations de Couronne australe et de l'Autel), ainsi que Tianchuan, un bateau naviguant sur le fleuve (constellation de Persée).

## Référence
- (en) Sun Xiaochun et Jakob Kistemaker, The Chinese sky during the Han, New York, Éditions Brill, 1997, 247 p. (ISBN 9004107371), page 150.